# Anthony Pawson
Anthony James „Tony“ Pawson CH (* 18. Oktober 1952 in Maidstone, Kent; † 7. August 2013 in Toronto, Kanada) war ein britisch-kanadischer Molekularbiologe. Er war Professor am Samuel Lunenfeld Research Institute am Mount Sinai Hospital in Toronto und Professor an der University of Toronto. Er galt als einer der Favoriten auf den Nobelpreis für Physiologie oder Medizin.

## Leben
Pawson erwarb 1973 einen Bachelor in Biochemie an der Cambridge University in Cambridge, Vereinigtes Königreich. Seine Promotionsarbeiten für das Imperial Cancer Research Fund schloss er mit dem Ph.D. in molekularer Biologie an der Universität London ab. Als Postdoktorand arbeitete er an der University of California in Berkeley, Kalifornien. Erste Professuren erhielt er 1981 (Assistant Professor) in der Abteilung für Mikrobiologie an der University of British Columbia in Vancouver, Kanada, und 1985 (Associate Professor) an der University of Toronto in Toronto. Im selben Jahr übernahm er zusätzlich eine Aufgabe als „Senior Scientist“ am dortigen Samuel Lunenfeld Research Institute, das dem Mount Sinai Hospital in Toronto angegliedert ist. 1989 erhielt Pawson eine ordentliche Professur an der University of Toronto und übernahm 1994 zusätzlich die Leitung der Abteilung „Molekulare Biologie und Krebs“ am Samuel Lunenefeld Research Institute.
Tony Pawson starb am 7. August 2013 im Alter von 60 Jahren, die Todesursache wurde nicht bekannt gegeben. Zwei Jahre zuvor war seine Frau Maggie an Lungenkrebs gestorben. Pawson hatte zwei Kinder und einen Stiefsohn.

## Wirken
Pawson leistete entscheidende Beiträge zur Aufklärung von Zellkommunikation und Signaltransduktion. Bei letzterer löst eine spezifische Bindung an extrazelluläre Rezeptoren intrazelluläre Prozesse aus, zum Beispiel durch Rezeptor-Tyrosinkinasen. Die Blockade bestimmter Tyrosinkinasen durch Tyrosinkinase-Inhibitoren stellt eine neue Option in der Behandlung bestimmter Krebsarten dar. Ausgehend von Pawsons Identifizierung der SH2-Domäne als Prototyp der Proteindomäne, die intrazelluläre Proteininteraktionen vermittelt, wurden zahlreiche weitere solcher Domänen identifiziert. Pawson hat bei seinen Forschungen genetische, biochemische und strukturanalytische Ansätze kombiniert.
Jüngere Arbeiten befassten sich mit den Proteinen, die in Krebszellen und normalen Zellen die Zellpolarität regulieren, darunter die Orientierung von Axonen.

## Auszeichnungen (Auswahl)
- 1994 Gairdner Foundation International Award[5]
- 1994 Mitgliedschaft in der Royal Society of London
- 1994 Mitgliedschaft in der Royal Society of Canada
- 1995 Robert L. Noble Prize[6]
- 1998 H.P.-Heineken-Preis für Biochemie und Biophysik
- 2000 Order of Canada[7]
- 2004 Louisa Gross Horwitz Prize[8]
- 2004 Mitgliedschaft in der American Academy of Arts and Sciences[9]
- 2004 Mitgliedschaft in der National Academy of Sciences der Vereinigten Staaten[10]
- 2005 Wolf-Preis in Medizin[11]
- 2005 Royal Medal[12]
- 2006 Order of the Companions of Honour[13]
- 2006 Aufnahme in die Canadian Medical Hall of Fame
- 2007 Howard Taylor Ricketts Award
- 2008 Kyoto-Preis[14]